# Neosarromyia auriceps
Neosarromyia auriceps là một loài ruồi trong họ Tachinidae.